# Бронированные малые охотники за подводными лодками проекта 194
Бронированные малые охотники «БМО» проекта 194 — тип боевых катеров-охотников за подводными лодками Краснознамённого Балтийского флота ВМФ СССР в Великой Отечественной войне.

## История

Бортовая проекция БМО проекта 194 (вариант 1944 года).

Проект был начат летом 1942 года по заданию командующего Балтийским флотом вице-адмирала В. Ф. Трибуца, задача кораблестроителей была создать бронированный малый охотник (БМО), способный решать те же задачи, что и МО-4, но менее уязвимый.
В июле конструкторскому бюро (КБ) Завода № 196 («Судомех»), возглавляемому главным конструктором В. М. Мудровым (главный инженер завода Ю. Г. Деревянко), было выдано задание на проектирование и постройку нового катера в стальном корпусе. Проектирование шло в максимально сжатые сроки, эскизный проект бронированного морского охотника был разработан всего за 2 недели группой конструкторов заводского КБ под руководством А. Н. Тюшкевича (старший наблюдающий за постройкой БМО — военинженер 2-го ранга А. Н. Донченко). Проект, получивший № 194, пришлось разрабатывать с упрощёнными прямолинейными обводами корпуса (так как в осаждённом Ленинграде горячая гибка листовой стали исключалась), пожертвовав скоростью хода. Корпус был сварным и состоял из трёх блоков. Средняя часть и рубка первых катеров серии изготавливались из имевшейся в наличии брони для лёгких танков.
Головной катер был построен всего за два месяца, он был спущен на воду 5 ноября 1942 года, и проведён из Ленинграда в Кронштадт с караваном судов в сопровождении ледоколов. Первые испытания БМО в Финском заливе состоялись в ноябре 1942 года, но полную программу испытаний завершить в 1942 году не удалось из-за того, что залив почти полностью замёрз.
Испытания головного охотника позволили скорректировать рабочие чертежи, и в 1943 году началось серийное производство.
Катер имел несколько вариантов вооружения, с 1944 года на большинстве БМО вместо кормовой тумбовой 12,7-мм спаренной установки с пулемётами ДШК или ленд-лизовскими «Кольт-Браунинг» M2 устанавливалась 45-мм полуавтоматическая пушка 21-КМ, на некоторых катерах в турельной установке на рубке устанавливали один ДШК вместо спарки.
Катера строились в 1943—1945 годах на ленинградских верфях, всего было построено 66 БМО. Службу несли только в составе Балтийского флота.

## Список построенных катеров
| Наименование | Вошёл в строй | Примечания |
| ------------ | ------------- | --- |
| БМО-318      | 21.06.43      | 30.10.43 г. во время обеспечения тральных работ на банке Намен, вышел с протраленной полосы и подорвался на мине |
| БМО-418      | 21.06.43      | |
| БМО-501      | 13.06.43      | |
| БМО-502      | 21.06.43      | |
| БМО-503      | 30.06.43      | 4.07.44 г. при высадке десанта на острова Выборгского залива подорвался на мине и затонул                        |
| БМО-504      | 20.07.43      | |
| БМО-505      | 19.08.43      | |
| БМО-506      | 30.07.43      | 1.07.44 г. при высадке десанта на о. Тейкарсари подорвался на двух минах и затонул                               |
| БМО-507      | 30.07.43      | |
| БМО-508      | 31.08.43      | |
| БМО-509      | 31.08.43      | |
| БМО-510      | 18.09.43      | 14.02.44 г. при высадке десанта в р-не Мерекюла повреждён артиллерией и затонул                                  |
| БМО-511      | 18.09.43      | 14.02.44 г. при высадке десанта в р-не Мерекюла повреждён артиллерией и затонул                                  |
| БМО-512      | 15.10.43      | 17.10.44 г. при переходе в Таллин подорвался на мине и затонул                                                   |
| БМО-513      | 19.10.43      | |
| БМО-514      | 30.10.43      | |
| БМО-515      | 30.10.43      | |
| БМО-516      | 28.11.43      | |
| БМО-517      | 30.11.43      | 9.06.44 г. обеспечивал тральные работы в р-не о. Вигрунд, подорвался на мине                                     |
| БМО-518      | 30.11.43      | |
| БМО-519      | 15.12.43      | |
| БМО-520      | 28.05.44      | носил имя собственное «Чкаловец»                                                                                 |
| БМО-521      | 26.06.44      | носил имя собственное «Юный чкаловец», затем «Чкаловский комсомолец»                                             |
| БМО-522      | 14.06.44      | носил имя собственное «Чкаловский пионер»; 6.08.44 г. подорвался на мине в Нарвском заливе и затонул             |
| БМО-523      | 26.07.44      | носил имя собственное «Хабаровский комсомол»                                                                     |
| БМО-524      | 14.06.44      | носил имя собственное «Балтиец»; 4.08.44 г. в Нарвском заливе атакован 24 Ju 87 и 8 Fw 190 и потоплен            |
| БМО-525      | 26.06.44      | носил имя собственное «Герой Советского Союза Котов»                                                             |
| БМО-526      | 30.06.44      | |
| БМО-527      | 31.07.44      | носил имя собственное «Тамбовский осоавиахимовец»; 22.09.44 г. в Нарвском заливе подорвался на мине и затонул    |
| БМО-528      | 31.07.44      | |
| БМО-529      | 29.08.44      | |
| БМО-530      | 26.06.44      | носил имя собственное «Конструктор-судостроитель»                                                                |
| БМО-531      | 30.06.44      | |
| БМО-532      | 29.06.44      | |
| БМО-533      | 31.07.44      | |
| БМО-534      | 31.07.44      | |
| БМО-535      | 26.08.44      | с 12.09.45 г. использовался как учебный катер                                                                    |
| БМО-536      | 31.08.44      | с 12.09.45 г. использовался как учебный катер                                                                    |
| БМО-537      | 31.08.44      | с 12.09.45 г. использовался как учебный катер                                                                    |
| БМО-538      | 25.09.44      | носил имя собственное «Советский старатель»; с 23.10.45 г. использовался как учебный катер                       |
| БМО-539      | 30.09.44      | с 23.10.45 г. использовался как учебный катер                                                                    |
| БМО-540      | 30.09.44      | |
| БМО-541      | 21.10.44      | |
| БМО-542      | 29.10.44      | |
| БМО-543      | 31.10.44      | |
| БМО-544      | 31.10.44      | |
| БМО-545      | 29.11.44      | |
| БМО-546      | 30.11.44      | |
| БМО-621      | 03.07.45      | |
| БМО-622      | 06.10.45      | |
| БМО-623      | 06.10.45      | |
| БМО-624      | 06.10.45      | |
| БМО-625      | 03.07.45      | |
| БМО-626      | 03.07.45      | |
| БМО-627      | 05.09.45      | |
| БМО-628      | 05.09.45      | |
| БМО-629      | 05.09.45      | |
| БМО-630      | 04.08.45      | |
| БМО-631      | 06.10.45      | |
| БМО-632      | 06.10.45      | |
| БМО-633      | 06.10.45      | |
| БМО-634      | 03.11.45      | |
| БМО-635      | 03.11.45      | |
| БМО-636      | 03.11.45      | |
| БМО-637      | 30.11.45      | |
| БМО-638      | 30.11.45      | |

### Комментарии
1. 1 2  С 1944 года на большинстве БМО проекта 194 вместо кормовой тумбовой 12,7-мм спаренной пулемётной установки устанавливался 45-мм полуавтомат 21-КМ[1].